# Stop su tutti i sensi di marcia
Un incrocio con stop su tutti i sensi di marcia (in inglese all-way stop) è una particolare tipologia di intersezione stradale, particolarmente diffusa nelle zone residenziali degli Stati Uniti d'America, del Canada e del Sudafrica, in cui su tutte le strade dell'incrocio è installato un segnale di stop. I veicoli che giungono ad un incrocio regolato in tale maniera devono sempre fermarsi entro la linea di arresto e solo dopo aver fatto ciò possono ripartire. Generalmente la precedenza è concessa in base all'ordine di arrivo ovvero chi arriva per primo riparte per primo; consuetudini o leggi locali determinano chi abbia la precedenza in caso di arrivo contemporaneo (ad esempio in queste situazioni, negli Stati Uniti, si applica la regola della precedenza a destra).